# Kanpur (divisie)

Ligging in Uttar Pradesh

Kanpur is een divisie binnen de Indiase deelstaat Uttar Pradesh. Deze divisie bestaat uit de volgende zes districten:
- Auraiya
- Etawah
- Farrukhabad
- Kannauj
- Kanpur Dehat
- Kanpur Nagar

Het bestuurlijk centrum van de divisie bevindt zich in de gelijknamige stad Kanpur.